# Safran Aircraft Engines
Safran Aircraft Engines раніше Snecma (Société Nationale d'Etudes et de Construction de Moteurs d'Aviation, укр. Національна компанія з вивчення та конструювання авіаційних двигунів) або Snecma Moteurs — французький виробник аерокосмічних двигунів зі штаб-квартирою в Куркуронн і дочірньою компанією Safran. Займається проєктуванням, виготовленням та обслуговуванням авіадвигунів для комерційних і військових літаків, а також ракетні двигуни для ракет-носіїв і супутників.
Деякі з його відомих розробок, окремо чи в партнерстві, включають двигун M88 від Dassault Rafale, Olympus 593 від Конкорд, CFM56 і CFM-LEAP для однофюзеляжних авіалайнерів, а також двигун Vulcain для Ariane 5.
У компанії працює близько 15 700 співробітників на 35 виробничих майданчиках, офісах і об'єктах ТО по всьому світу, щороку подає в середньому близько 500 патентів.
Safran Aircraft Engines також керує двома спільними підприємствами з GE Aerospace: CFM International, провідним світовим постачальником комерційних авіаційних двигунів, і CFM Materials.